# 國立陽明交通大學北門校區
國立陽明交通大學北門校區位於臺北市中正區忠孝西路一段118號臺北郵局。為國立陽明交通大學最小的校區，北門校區緊鄰忠孝西路，為台北車站和西門町兩大鬧區的中心點。目前為管理學院經營管理研究所、交通運輸研究所、EMBA以及教育推廣使用。

## 歷史沿革
1970年8月，國立交通大學在博愛校區成立「管理科學研究所」碩士班；後因管理教育的建教合作需求及研究教學的關係，於1973年北遷，原暫借臺北工專（今國立臺北科技大學）為上課場地；但因人數日益增加，1976年將所址遷至臺北縣板橋鎮（今新北市板橋區）電信訓練所（今中華電信學院）；1979年則配合建教合作在職人員培訓計畫之推行，再度搬遷至北門郵電大廈四樓。
台北校區撥用案之主要計畫及細部計畫案，於2006年8月10日提送臺北市政府都市計畫委員會審查順利通過。在台北市都委會審議過程中，曾任國立交通大學管理學院院長的審議委員陳武正對於此案大力肯定與支持；委員張樞則期待本案後續古蹟本體整修維護亦應納入中庭一併考量，相鄰建築開發應予適度管制以維護古蹟景觀品質，此部分將由台北市政府依《文化資產保存法》第36條規定劃定古蹟保存區予以檢討管制。
為推動台北校區無償撥用案，經過交大校長張俊彥、交大管理學院副院長丁承、交大總務長林健正及交大總務處同仁積極奔走下，並透過中華民國總統府、中華民國教育部、財政部國有財產局、內政部營建署及台北市政府的積極協助，2005年11月29日由中華民國交通部總務司司長黃朝陽主持協調會議，中華郵政同意交大辦理台北校區都市計畫專案變更為「郵政及文教用地」，國有財產局則同意在完成都市計畫變更後由交大依規定辦理無償撥用。2009年，交大完成台北校區的國有財產撥用，使其成為交大的正式校區。
交大負責發包於2010年7月完成了古蹟屋頂維護，2010年8月交大與台北郵局合作進行古蹟外牆維護。

### 校園環境

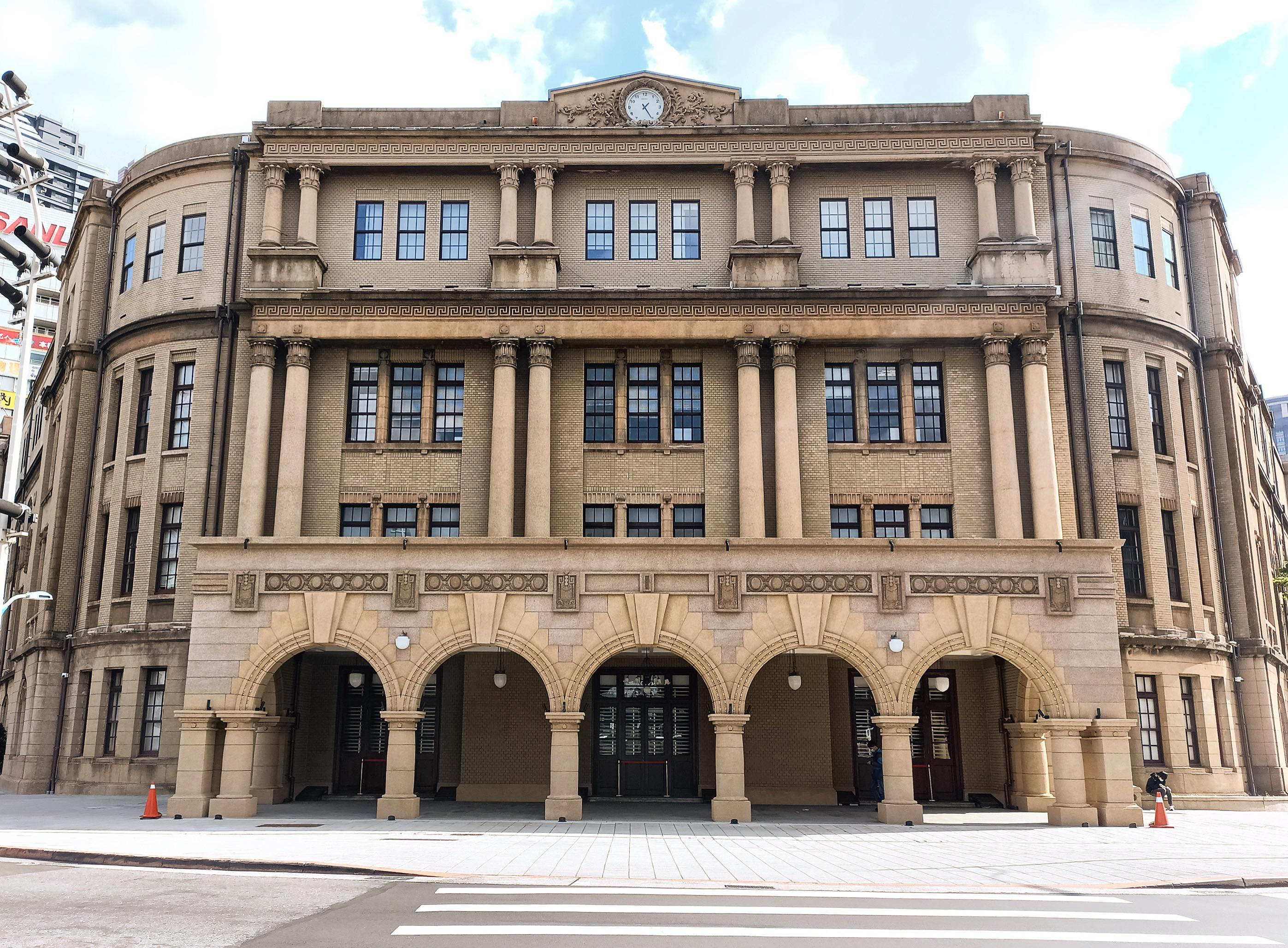
陽明交大北門校區位於臺北郵局

北門校區為管理學院之「交通運輸研究所」及「經營管理研究所」(原名管理科學研究所)主要的教學及研究場地，位於臺北郵局的一、三、四、五樓，兩所皆有博士班、碩士班及碩士在職專班。而光復校區的EMBA學程、科技法律研究所、管理科學學系、財務金融研究所、語言中心及其他各類推廣教育課程等，也常常利用夜間或週末在此開課。

## 外部連結
- 國立陽明交通大學（页面存档备份，存于）

- 國立陽明交通大學經營管理研究所 （页面存档备份，存于）